# Station Jatxou
Station Jatxou is een spoorweghalte in de Franse gemeente Ustaritz vlak bij de gemeente Jatxou.